# Paulis Kļaviņš
Paulis Kļaviņš (ur. 1 marca 1928 w Rugāji, zm. 27 stycznia 2016) – łotewski dziennikarz, teolog, duchowny protestancki i polityk, poseł na Sejm Republiki Łotewskiej, eurodeputowany V kadencji.

## Życiorys
W latach 40. jego rodzina wyemigrowała i osiedliła się w Niemczech. Paulis Kļaviņš studiował teologię i psychologię na Uniwersytecie w Bonn. W 1972 w Brukseli został pastorem. Założył emigracyjną organizację „Gaismas akciju”, działającą na rzecz praw człowieka.
W 1992 powrócił na Łotwę, prowadził radiowy program Jauni akcenti. Zaangażował się w działalność polityczną w ramach Związku Chrześcijańsko-Demokratycznego, został prezesem tego ugrupowania. W 1995 uzyskał mandat posła do Saeimy z ramienia współtworzonej przez chadeków koalicji wyborczej, wykonywał go do 1998. Ponownie został wybrany do łotewskiego parlamentu w 2002 z listy Pierwszej Partii Łotwy. W łotewskim Sejmie zasiadał do 2006, od 2004 reprezentując Nową Erę. Pełnił funkcję obserwatora w Parlamencie Europejskim, a po akcesie Łotwy do Unii Europejskiej formalnie od maja do lipca 2004 sprawował mandat eurodeputowanego V kadencji.
W 1995 odznaczony Orderem Trzech Gwiazd.